# Похвистнево (городской округ)
По́хвистнево — административно-территориальная единица (город областного значения), в рамках которой создано муниципальное образование городской округ Похвистнево в Самарской области Российской Федерации.
Административный центр округа — город Похвистнево.

## География
Расположен в восточной части Самарской области.

## Население
| 2002    | 2008    | 2010    | 2011    | 2012    | 2013    | 2014    | 2015    | 2016    |
| ------- | ------- | ------- | ------- | ------- | ------- | ------- | ------- | ------- |
| 28 982  | ↗29 092 | ↗29 261 | ↗29 298 | ↘29 090 | ↗29 138 | ↗29 201 | ↘29 192 | ↗29 194 |
| 2017    | 2018    | 2019    | 2020    | 2021    |         |         |         |         |
| ↗29 256 | ↘29 203 | ↘29 046 | ↘28 918 | ↘28 378 |         |         |         |         |

## Состав
Город областного значения и городской округ включает населённые пункты:
| № | Населённый пункт | Тип населённого пункта        | Население |
| - | ---------------- | ----------------------------- | --------- |
| 1 | Октябрьский      | посёлок                       | ↗1045     |
| 2 | Похвистнево      | город, административный центр | ↘27 333   |